# Amplificación dependiente de helicasa
Método de obtención de copias de moléculas de ADN similar a la PCR tradicional, pero que usa una temperatura constante, en lugar de efectuar ciclos repetidos de desnaturalización e hibridación/elongación. En lugar de la desnaturalización térmica, se utiliza ADN helicasa, una enzima que desespiraliza el ADN.

## Metodología
Las dobles cadenas de ADN se separan primero mediante una ADN helicasa y se recubren con proteínas de unión a ADN de cadena sencilla (ADNss). En el segundo paso, se hibridan dos secuencias de cebadores específicos a cada borde del molde de ADN. Luego se usan ADN polimerasas para elongar los cebadores hidridados a los moldes, con el fin de producir un ADN de doble cadena, y los dos productos de ADN recién sintetizados se usan luego como sustratos por parte de las ADN helicasas, entrando así en el siguiente ciclo de la reacción. De ese modo, se desarrolla una reacción en cadena simultánea, provocando una amplificación exponencial de la secuencia diana seleccionada (puede ver un diagrama esquemático en Vincent et al.., 2004).